# James Alexander Green
James Alexander "Sandy" Green FRS (Rochester (Nova Iorque), 26 de fevereiro de 1926 - Oxford, 7 de abril de 2014]) foi um matemático britânico.